# Église de Kanta-Loimaa
L'église de Kanta-Loimaa (finnois : Kanta-Loimaan kirkko) est une église luthérienne  située à Loimaa en Finlande,.

## Histoire
Isak Hoeckert nommé prêtre de la ville en 1813 prend l'initiative de construire une nouvelle église plus spacieuse.
Comme à l'emplacement de l'ancienne église on n'aurait pu bâtir une église plus grande, après discussions on décide de construire l'église sur une parcelle rocheuse proche du presbytère.
À l'époque païenne, l'emplacement sert de lieu de culte ce qu'attestent des fosses creusées pour les sacrifiés.
En 1824, Charles Bassi trace les premiers plans dans le style néoclassique simple de l'époque.
On prévoit de construire en granite gris que l'on commence à extraire dans le voisinage.
Le début des travaux prenant du retard, on choisit finalement de construire en briques et des modifications sont apportées par Carl Ludwig Engel.
Les désaccords provoquent encore plus de retard pour le lancement des travaux  mais l'église se terminera en 1837 et l'église est inaugurée par l'archevêque Erik Gabriel Melartin.
En août 1888 la foudre frappe la tour de l'église et provoque un incendie qui s'étend par la charpente jusqu'à la nef.
Il n'y avait pas de moyen pour combattre l'incendie mais les habitants réussissent à mettre à l'abri certains objets comme le retable et les lustres.
Les murs en briques ont supporté l'incendie et on estimera qu'ils peuvent servir à la reconstruction de l'édifice.
Josef Stenbäck tracera les nouveaux plans en se basant sur les plans originaux de Charles Bassi.
La Direction des musées de Finlande a classé l'église parmi les sites culturels construits d'intérêt national.